# Tour cycliste international de la Guadeloupe 2015
Le 65e édition du Tour cycliste international de la Guadeloupe a eu lieu du 1er au 9 août 2015. La course fait partie du calendrier UCI Europe Tour 2015 en catégorie 2.2.
Elle a été remportée par le Français Boris Carène (AS Baie-Mahaultienne), vainqueur des deuxième b, quatrième et huitième b étapes, respectivement de trois minutes et 39 secondes et de quatre minutes et quinze secondes devant le Dominicain Diego Milán, lauréat de la septième étape et l'Espagnol Antonio Pedrero, gagnant quant à lui de la neuvième étape, tous les deux coureurs de l'équipe Inteja-MMR Dominican.
Milán remporte le classement par points et les Français Alexis Dulin (Pro Immo Nicolas Roux) et Jordan Nacto (VC Saintannais) respectivement celui de la montagne et des points chauds. Un autre Français Yolan Sylvestre (Équipe régionale de Martinique) termine meilleur jeune tandis que Carène gagne le classement de la combativité. Pour finir la formation japonaise Bridgestone Anchor finit meilleure équipe.

## Présentation

### Parcours
Après un contre-la-montre par équipes de 5,5 km à travers les rues de Pointe-à-Pitre en guise de prologue, qui ne compte pas pour le classement général, la course s'élance officiellement le lendemain de cette même ville. Elle s’achève le dimanche 9 août 2015 dans les rues de Basse-Terre, chef-lieu du département, après un parcours de 1 243,55 km, répartis en onze étapes ou demi-étapes.

### Équipes
Classé en catégorie 2.2 de l'UCI Europe Tour, le Tour cycliste international de la Guadeloupe est par conséquent ouvert aux équipes continentales professionnelles françaises, aux équipes continentales, aux équipes nationales et aux équipes régionales et de clubs.
Vingt-quatre équipes participent à ce Tour cycliste international de la Guadeloupe - trois équipes continentales et vingt-et-unes équipes régionales et de clubs :
| Équipes continentales | Équipes continentales  | Équipes continentales |
| Nom de l'équipe       | Pays                   | Code                  |
| --------------------- | ---------------------- | --------------------- |
| Bridgestone Anchor    | Japon                  | BGT                   |
| CK Banská Bystrica    | Slovaquie              | CKB                   |
| Inteja-MMR Dominican  | République dominicaine | DCT                   |

| Équipes régionales et de clubs       | Équipes régionales et de clubs | Équipes régionales et de clubs |
| Nom de l'équipe                      | Pays                           | Code                           |
| ------------------------------------ | ------------------------------ | ------------------------------ |
| AC du Levant                         | France                         |                                |
| AS Baie-Mahaultienne                 | France                         |                                |
| Équipe régionale de Martinique       | France                         |                                |
| Excelsior                            | France                         |                                |
| CK Hymer                             | Suède                          |                                |
| GF Pro-Fachklinik Dr. Herzog         | Allemagne                      | GFP                            |
| Gwada Bikers 118                     | France                         |                                |
| JC Abymes                            | France                         |                                |
| La Défense                           | France                         |                                |
| Pédale du Centre                     | France                         |                                |
| Pédale Pointe-Noirienne              | France                         |                                |
| Pro Immo Nicolas Roux                | France                         | PIM                            |
| UC Moule                             | France                         |                                |
| US Lamentinois                       | France                         |                                |
| USR Vélo                             | France                         |                                |
| UV Marie-Galante                     | France                         |                                |
| UV Nord                              | France                         |                                |
| VC Grand Case                        | France                         |                                |
| VC Saintannais                       | France                         |                                |
| VC Trois-Rivières-Espoir du Sud      | France                         |                                |
| Vélo d'Or du Centre et de la Caraïbe | France                         |                                |

### Primes
Les prix sont attribués suivant le barème de l'UCI,.
| Position           | 1er     | 2e      | 3e    | 4e    | 5e    | 6e    | 7e    | 8e    | 9e    | 10e à 20e |
| Classement général | 2 105 € | 1 055 € | 525 € | 265 € | 210 € | 158 € | 158 € | 107 € | 107 € | 50 €      |
| Par étape          | 1 205 € | 600 €   | 300 € | 150 € | 120 € | 90 €  | 90 €  | 60 €  | 60 €  | 30 €      |
| Par demi-étape     | 900 €   | 455 €   | 225 € | 115 € | 90 €  | 68 €  | 68 €  | 47 €  | 47 €  | 20 €      |

## Étapes
| Étape     | Date     | Villes étapes                   |                             | Distance (km) | Vainqueur d’étape  | Leader du classement général |
| --------- | -------- | ------------------------------- | --------------------------- | ------------- | ------------------ | ---------------------------- |
| 1re étape | 1er août | Pointe-à-Pitre - Sainte-Anne    | Étape de plaine             | 157,6         | Pierre Bonnet      | Pierre Bonnet                |
| 2ea étape | 2 août   | Sainte-Anne - Gourbeyre         | Étape vallonnée             | 100           | Hernán Parra       | Ludovic Turpin               |
| 2eb étape | 2 août   | Gourbeyre - Saint-Claude        | Contre-la-montre individuel | 9,5           | Boris Carène       | Ludovic Turpin               |
| 3e étape  | 3 août   | Gourbeyre - Anse-Bertrand       | Étape de plaine             | 154           | Mickaël Laurent    | Damien Monier                |
| 4e étape  | 4 août   | Anse-Bertrand - Vieux-Habitants | Étape vallonnée             | 142,6         | Boris Carène       | Boris Carène                 |
| 5e étape  | 5 août   | Vieux-Habitants - Goyave        | Étape vallonnée             | 148,7         | Kévin Francillette | Boris Carène                 |
| 6e étape  | 6 août   | Goyave - Pointe-Noire           | Étape vallonnée             | 146           | Thomas Lebas       | Boris Carène                 |
| 7e étape  | 7 août   | Pointe-Noire - Le Moule         | Étape de plaine             | 151           | Diego Milán        | Boris Carène                 |
| 8ea étape | 8 août   | Le Moule - Les Abymes           | Étape de plaine             | 97,1          | Sylvain Georges    | Boris Carène                 |
| 8eb étape | 8 août   | Les Abymes - Les Abymes         | Contre-la-montre individuel | 21,15         | Boris Carène       | Boris Carène                 |
| 9e étape  | 9 août   | Les Abymes - Basse-Terre        | Étape vallonnée             | 115,9         | Antonio Pedrero    | Boris Carène                 |

## Classements finals

### Classement général final
| Classement général final | Classement général final | Classement général final | Classement général final        | Classement général final |
|                          | Coureur                  | Pays                     | Équipe                          | Temps                    |
| ------------------------ | ------------------------ | ------------------------ | ------------------------------- | ------------------------ |
| 1er                      | Boris Carène             | France                   | AS Baie-Mahaultienne            | en 30 h 25 min 52 s      |
| 2e                       | Diego Milán              | République dominicaine   | Inteja-MMR Dominican            | + 3 min 39 s             |
| 3e                       | Antonio Pedrero          | Espagne                  | Inteja-MMR Dominican            | + 4 min 15 s             |
| 4e                       | Juan Murillo             | Venezuela                | Gwada Bikers 118                | + 6 min 18 s             |
| 5e                       | Cédric Eustache          | France                   | Équipe régionale de Martinique  | + 6 min 27 s             |
| 6e                       | Sébastien Fournet-Fayard | France                   | Pro Immo Nicolas Roux           | + 11 min 7 s             |
| 7e                       | José Chacón              | Venezuela                | Gwada Bikers 118                | + 11 min 46 s            |
| 8e                       | Yolan Sylvestre          | France                   | Équipe régionale de Martinique  | + 16 min 53 s            |
| 9e                       | Stéphane La Rochelle     | France                   | VC Trois-Rivières-Espoir du Sud | + 18 min 39 s            |
| 10e                      | Grzegorz Kwiatkowski     | Pologne                  | La Défense                      | + 19 min 44 s            |
| modifier                 |                          |                          |                                 |                          |

### Classements annexes
| Classement par points | Classement par points | Classement par points  | Classement par points | Classement par points |
| --------------------- | --------------------- | ---------------------- | --------------------- | --------------------- |
|                       | Coureur               | Pays                   | Équipe                | Point(s)              |
| 1er                   | Diego Milán           | République dominicaine | Inteja-MMR Dominican  | 125 points            |
| 2e                    | Boris Carène          | France                 | AS Baie-Mahaultienne  | 94 pts                |
| 3e                    | Antonio Pedrero       | Espagne                | Inteja-MMR Dominican  | 73 pts                |
| modifier              |                       |                        |                       |                       |

| Classement de la montagne | Classement de la montagne | Classement de la montagne | Classement de la montagne | Classement de la montagne |
| ------------------------- | ------------------------- | ------------------------- | ------------------------- | ------------------------- |
|                           | Coureur                   | Pays                      | Équipe                    | Point(s)                  |
| 1er                       | Alexis Dulin              | France                    | Pro Immo Nicolas Roux     | 45 points                 |
| 2e                        | Boris Carène              | France                    | AS Baie-Mahaultienne      | 32 pts                    |
| 3e                        | Kōhei Uchima              | Japon                     | Bridgestone Anchor        | 25 pts                    |
| modifier                  |                           |                           |                           |                           |

| Classement des points chauds | Classement des points chauds | Classement des points chauds | Classement des points chauds | Classement des points chauds |
| ---------------------------- | ---------------------------- | ---------------------------- | ---------------------------- | ---------------------------- |
|                              | Coureur                      | Pays                         | Équipe                       | Point(s)                     |
| 1er                          | Jordan Nacto                 | France                       | VC Saintannais               | 36 points                    |
| 2e                           | Adrien Alidor                | France                       | USR Vélo                     | 26 pts                       |
| 3e                           | Kōhei Uchima                 | Japon                        | Bridgestone Anchor           | 15 pts                       |
| modifier                     |                              |                              |                              |                              |

| Classement du meilleur jeune | Classement du meilleur jeune | Classement du meilleur jeune | Classement du meilleur jeune   | Classement du meilleur jeune |
|                              | Coureur                      | Pays                         | Équipe                         | Temps                        |
| ---------------------------- | ---------------------------- | ---------------------------- | ------------------------------ | ---------------------------- |
| 1er                          | Yolan Sylvestre              | France                       | Équipe régionale de Martinique | en 30 h 42 min 45 s          |
| 2e                           | Jordy Pruneau                | France                       | US Lamentinois                 | + 33 min 51 s                |
| 3e                           | Gabriel Ossyra               | Allemagne                    | GF Pro-Fachklinik Dr. Herzog   | + 37 min 19 s                |
| modifier                     |                              |                              |                                |                              |

| Classement de la combativité | Classement de la combativité | Classement de la combativité | Classement de la combativité   | Classement de la combativité |
| ---------------------------- | ---------------------------- | ---------------------------- | ------------------------------ | ---------------------------- |
|                              | Coureur                      | Pays                         | Équipe                         | Point(s)                     |
| 1er                          | Boris Carène                 | France                       | AS Baie-Mahaultienne           | 5 points                     |
| 2e                           | Diego Milán                  | République dominicaine       | Inteja-MMR Dominican           | 8 pts                        |
| 3e                           | Cédric Eustache              | France                       | Équipe régionale de Martinique | 16 pts                       |
| modifier                     |                              |                              |                                |                              |

| Classement par équipes | Classement par équipes         | Classement par équipes | Classement par équipes |
|                        | Équipe                         | Pays                   | Temps                  |
| ---------------------- | ------------------------------ | ---------------------- | ---------------------- |
| 1re                    | Bridgestone Anchor             | Japon                  | en 91 h 57 min 5 s     |
| 2e                     | Équipe régionale de Martinique | France                 | + 7 min 6 s            |
| 3e                     | Inteja-MMR Dominican           | République dominicaine | + 9 min 10 s           |
| modifier               |                                |                        |                        |

### UCI Europe Tour
Ce Tour cycliste international de la Guadeloupe attribue des points pour l'UCI Europe Tour 2015, par équipes seulement aux coureurs des équipes continentales professionnelles et continentales, individuellement à tous les coureurs sauf ceux faisant partie d'une équipe ayant un label WorldTeam.
| Position,          | 1er | 2e | 3e | 4e | 5e | 6e | 7e | 8e |
| Classement général | 40  | 30 | 16 | 12 | 10 | 8  | 6  | 3  |
| Par étapel         | 8   | 5  | 2  |    |    |    |    |    |
| Leader, par étapel | 4   |    |    |    |    |    |    |    |

| Cycliste                 | Équipe                               | Général | Étape | Leader | Total |
| ------------------------ | ------------------------------------ | ------- | ----- | ------ | ----- |
| Boris Carène             | AS Baie-Mahaultienne                 | 40      | 26    | 24     | 90    |
| Diego Milán              | Inteja-MMR Dominican                 | 30      | 22    | -      | 52    |
| Antonio Pedrero          | Inteja-MMR Dominican                 | 16      | 10    | -      | 26    |
| Ludovic Turpin           | VC Grand Case                        | -       | 15    | 8      | 23    |
| Juan Murillo             | Gwada Bikers 118                     | 12      | 5     | -      | 17    |
| Cédric Eustache          | Équipe régionale de Martinique       | 10      | 4     | -      | 14    |
| Pierre Bonnet            | Pro Immo Nicolas Roux                | -       | 8     | 4      | 12    |
| Thomas Lebas             | Bridgestone Anchor                   | -       | 12    | -      | 12    |
| José Chacón              | Gwada Bikers 118                     | 6       | 5     | -      | 11    |
| Stéphane La Rochelle     | VC Trois-Rivières-Espoir du Sud      | -       | 10    | -      | 10    |
| Sébastien Fournet-Fayard | Pro Immo Nicolas Roux                | 8       | -     | -      | 8     |
| Kévin Francillette       | Vélo d'Or du Centre et de la Caraïbe | -       | 8     | -      | 8     |
| Sylvain Georges          | Pro Immo Nicolas Roux                | -       | 8     | -      | 8     |
| Mickaël Laurent          | Équipe régionale de Martinique       | -       | 8     | -      | 8     |
| Hernán Parra             | VC Grand Case                        | -       | 8     | -      | 8     |
| Jordan Nacto             | VC Saintannais                       | -       | 7     | -      | 7     |
| Hervé Arcade             | Équipe régionale de Martinique       | -       | 5     | -      | 5     |
| Damien Monier            | Bridgestone Anchor                   | -       | -     | 4      | 4     |
| Yolan Sylvestre          | Équipe régionale de Martinique       | 3       | -     | -      | 3     |
| Adam Pierzga             | AS Baie-Mahaultienne                 | -       | 2     | -      | 2     |
| Kōhei Uchima             | Bridgestone Anchor                   | -       | 2     | -      | 2     |

## Évolution des classements
| Étape              | Vainqueur          | Classement général | Classement par points | Classement de la montagne | Classement des points chauds | Classement du meilleur jeune | Classement de la combativité | Classement par équipes |
| ------------------ | ------------------ | ------------------ | --------------------- | ------------------------- | ---------------------------- | ---------------------------- | ---------------------------- | ---------------------- |
| 1                  | Pierre Bonnet      | Pierre Bonnet      | Pierre Bonnet         | Jules Lanclume            | Yannis Controle              | Jayson Rousseau              | Jules Lanclume               | Bridgestone Anchor     |
| 2a                 | Hernán Parra       | Ludovic Turpin     | Ludovic Turpin        | Kōhei Uchima              | Yannis Controle              | Yolan Sylvestre              | Ludovic Turpin               | Bridgestone Anchor     |
| 2b                 | Boris Carène       | Ludovic Turpin     | Ludovic Turpin        | Ludovic Turpin            | Yannis Controle              | Yolan Sylvestre              | Ludovic Turpin               | Bridgestone Anchor     |
| 3                  | Mickaël Laurent    | Damien Monier      | Ludovic Turpin        | Ludovic Turpin            | Jules Lanclume               | Yolan Sylvestre              | Ludovic Turpin               | Bridgestone Anchor     |
| 4                  | Boris Carène       | Boris Carène       | Ludovic Turpin        | Boris Carène              | Jules Lanclume               | Yolan Sylvestre              | Boris Carène                 | Bridgestone Anchor     |
| 5                  | Kévin Francillette | Boris Carène       | Diego Milán           | Boris Carène              | Jordan Nacto                 | Yolan Sylvestre              | Boris Carène                 | Bridgestone Anchor     |
| 6                  | Thomas Lebas       | Boris Carène       | Diego Milán           | Boris Carène              | Jordan Nacto                 | Yolan Sylvestre              | Boris Carène                 | Bridgestone Anchor     |
| 7                  | Diego Milán        | Boris Carène       | Diego Milán           | Alexis Dulin              | Jordan Nacto                 | Yolan Sylvestre              | Boris Carène                 | Bridgestone Anchor     |
| 8a                 | Sylvain Georges    | Boris Carène       | Diego Milán           | Alexis Dulin              | Jordan Nacto                 | Yolan Sylvestre              | Boris Carène                 | Bridgestone Anchor     |
| 8b                 | Boris Carène       | Boris Carène       | Diego Milán           | Alexis Dulin              | Jordan Nacto                 | Yolan Sylvestre              | Boris Carène                 | Bridgestone Anchor     |
| 9                  | Antonio Pedrero    | Boris Carène       | Diego Milán           | Alexis Dulin              | Jordan Nacto                 | Yolan Sylvestre              | Boris Carène                 | Bridgestone Anchor     |
| Classements finals | Classements finals | Boris Carène       | Diego Milán           | Alexis Dulin              | Jordan Nacto                 | Yolan Sylvestre              | Boris Carène                 | Bridgestone Anchor     |

## Liste des participants
- Liste de départ complète